# Paulhac (Alto Garona)
Paulhac é uma comuna francesa na região administrativa da Occitânia, no departamento do Alto Garona. Estende-se por uma área de 14.03 km², com 1.238 habitantes, segundo o censo de 2018, com uma densidade de 88 hab/km².